# Cyathea robusta
Cyathea robusta là một loài dương xỉ trong họ Cyatheaceae. Loài này được Boj., Wall. mô tả khoa học đầu tiên năm 1829.
Danh pháp khoa học của loài này chưa được làm sáng tỏ. 

## Hình ảnh

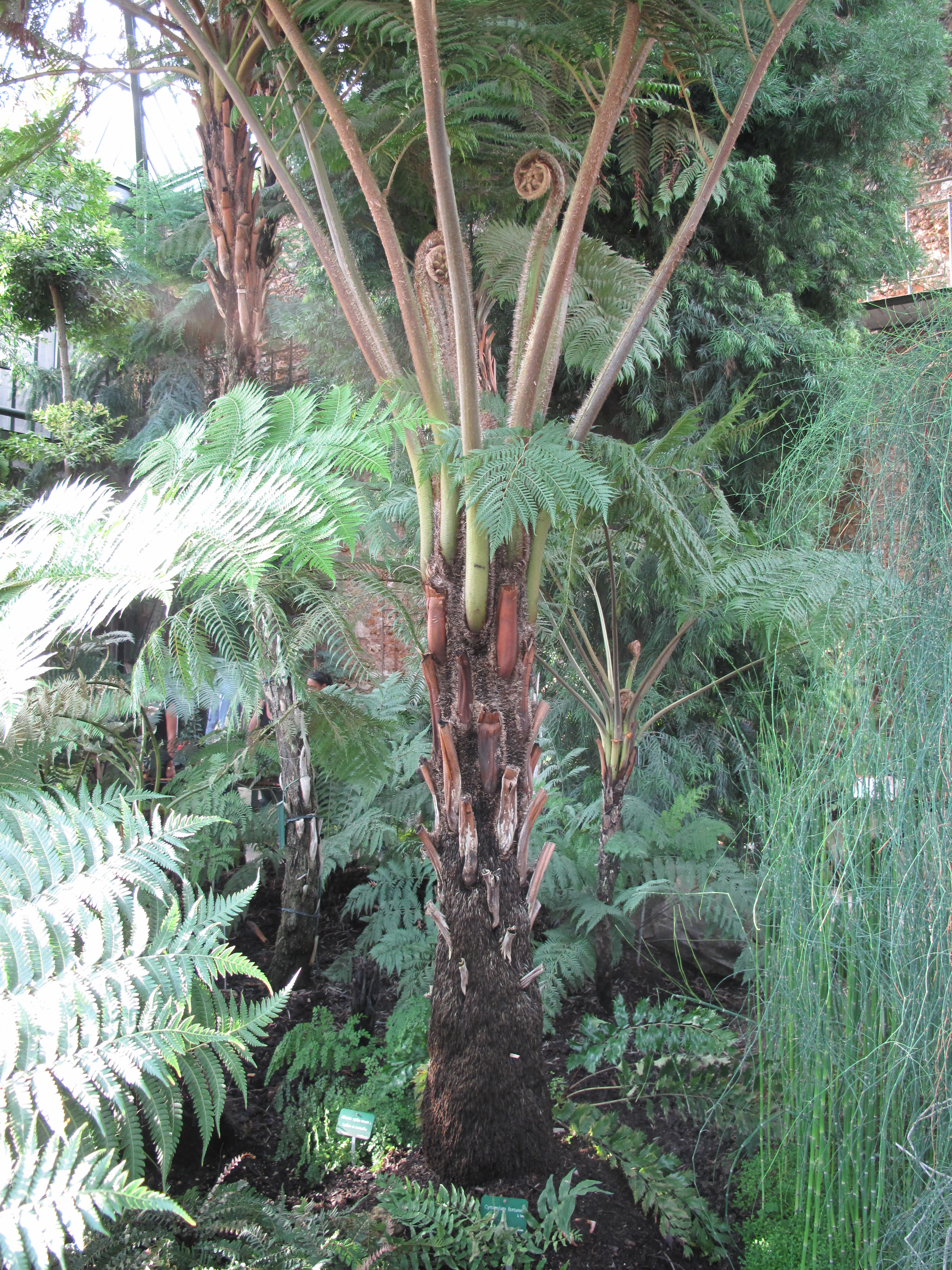
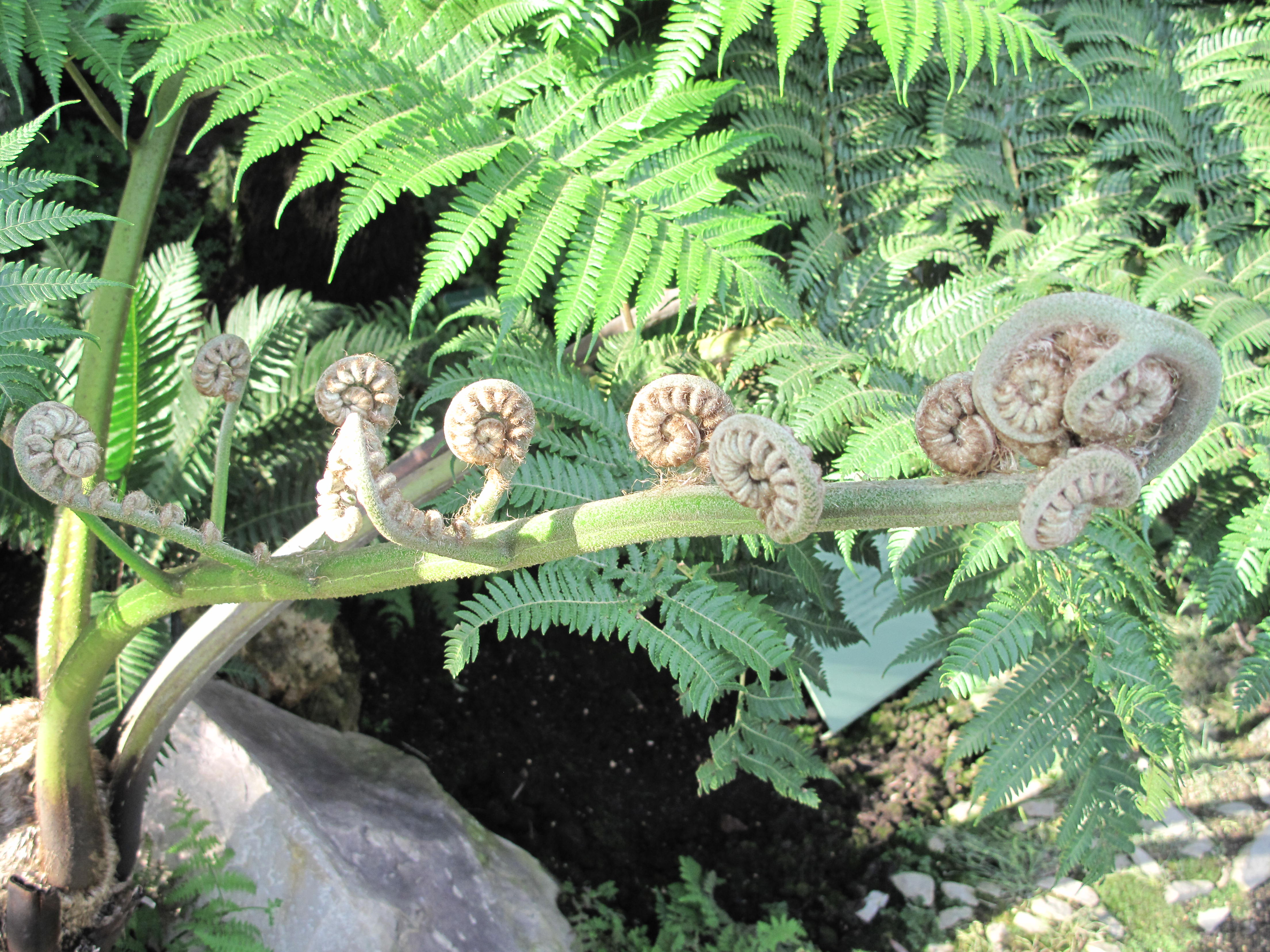